# Pierce, Nebraska
Pierce är administrativ huvudort i Pierce County i Nebraska. Orten har fått sitt namn efter president Franklin Pierce. Enligt 2020 års folkräkning hade Pierce 1 845 invånare.